# Cekovića kuća
Cekovića kuća na Palama je izgrađena 1915. godine i predstavlja jednu od najočuvanijih i najljepših kuća na ovim prostorima sa početka XX vijeka. Gradnja ove prelijepe kuće je počela 1902. godine i trajala je 13 godina. Kuća je 2. septembra 2004. godine proglašena nacionalnim spomenikom Bosne i Hercegovine. Ceković kuća je rekonstruisana 2007. godine i u njoj se danas nalazi Galerija likovne kolonije Pale. Kuća se nalazi na jugozapadnom dijelu Pala u Romanijskoj ulici.

## Istorija porodice Ceković
Sredinom XIX vijeka Petar (Mije) Ceković se iz Bijelog Polja preselio u Sarajevo. Živio je kao podstanar kod dobrostojeće udovice Jovanke Hadžimarković (rođene Crnčević), koja je stanovala u sjevernom kraju čaršije, u Kraljevića sokaku. Jovanka je, po tadašnjem običajnom pravu, kao udovica, naslijedila trećinu imovine pokojnog muža i kupila kuću u Patkama. Nakon izvjesnog vremena, Petar i Jovanka su sklopili brak. U braku su imali petero djece, dva sina i tri kćeri. Petar Ceković se bavio kolonijalnom trgovinom i kao trgovac često putovao do Carigrada, Rumelije, Dubrovnika, Beča, Splita, Trsta, Lajpciga, ...
Drugi Petrov i Jovankin sin, Risto, rođen je 1865. godine. Poput oca, i on se uspješno bavio trgovinom, trgujući robom sa istoka i sa zapada. U blizini stare pravoslavne crkve je zakupio magazu (skalište) i dućan. S obzirom da je posao počeo napredovati, Petar je 1901. godine kupio kuću od Stjepe Srškića na Varoši (danas Ulica Mula Mustafe Bašeskije br. 49). U ovoj kući je, prema istraživanjima primarne izvorne građe dr. Ibrahima Tepića, 19. oktobra 1858. godine otvorena Djevojačka škola Stake Skenderove. 1902. godine Risto Ceković se oženio Vasilijom Dokić iz Mostara koja je poticala iz ugledne građanske porodice. Risto se bavio trgovinom.
Na Palama su između 1902. i 1915. godine sagradili kuću koja im je služila kao ljetnikovac. 1915. godine je umro Risto, tako da je tridesettrogodišnja Vasilija preuzela svu brigu oko djece. Od šestero djece Riste i Vasilije, samo dvoje je dočekalo kraj II svjetskog rata, Petar, po zanimanju trgovac, i Milojka, stručna učiteljica. Ni Petar ni Milojka nisu imali djece. Gospođa Milojka Ceković je u periodu od 1984. godine pa do kraja svog života (1995. godine) Zemaljskom muzeju BiH u Sarajevu je poklonila 80 predmeta iz ostavštine svoje porodice. Predmeti su raspoređeni u zbirke: ženska građanska nošnja, muška i dječija nošnja, nakit i tekstilno pokućstvo (Bajić, 2003). Neposredno prije početka rata u BiH 1992-1995. godine, gospođa Milojka je testamentom porodični ljetnikovac na Palama, zajedno sa svim namještajem, ostavila Mitropoliji Dabrobosanskoj.

### Cekovića kuća
Kuća porodice Ceković na Palama je građena kao jednospratnica sa potkrovljem. Postavljena je na terenu sa izrazitim nagibom, te se na jugoistočnoj strani objekta nalaze gospodarski prostori u prizemlju. Poseban akcenat kući daje veranda u drvetu (trijem na stubovima), izvedena dužinom jugoistočne fasade. Objekat ima osnovu u obliku pravilnog pravougaonika, dimenzija 20 x 11 m, odnosno 20 x 13 m, uključujući drvenu verandu. Prizemlje objekta je masivno i građeno od kamena. Spratna konstrukcija je izvedena u bondruk sistemu sa ćerpićem kao ispunom. Za izradu verande, glavnog i pomoćnog ulaznog trijema, stepeništa, međuspratne i krovne konstrukcije, je korišteno drvo. Međuspratnu i stropnu konstrukciju kuće čine drvene grede koje nose drveni pod sprata, dok je konstrukcija sa donje strane malterisana. Za pokrov dvovodnog krova je korišten crijep i lim. Najraskošnija fasada kuće je jugoistočna fasada, okrenuta prema centru grada. Čitavom dužinom jugoistočne fasade je izvedena drvena veranda oslonjena na osam drvenih stubova sa kamenim bazama. Veranda se oslanja direktno na stubove «rukama», a ne preko «sedla». Na sredini fasade, između četvrtog i petog stuba, drvene grede međuspratne konstrukcije su prepuštene za 1 m, tvoreći na taj način natkriveni istak. Fasadu karakteriše izrazita simetrija i igra drvenih pregrada na verandi. U toj igri se niska ograda sa stubićima smjenjuje sa poljima drvenih pregrada koje su urađene kao mušepci. Glavna ulazna fasada je okrenuta prema jugozapadu. Drvena lučna konstrukcija, oslonjena na četiri drvena stuba, natkriva ulazni trijem u kuću. Pod trijema je odignut za visinu od 12 stepenika od nivoa terena. Bočni ulaz u kuću, na sjeveroistočnoj fasadi, također je natkriven. Jednostrešna drvena konstrukcija, oslonjena na pet stubova, natkriva trijem. Pod trijema je za pet stepenika odignut od nivoa terena. Fasade objekta su malterisane i bijelo bojene. Svi prozorski otvori su jednakih dimenzija, pravougaoni dvokrilni prozori sa podjelom prozorskog krila na tri polja. Prozorski okviri, bez ikakvih profilacija i dekoracija, su bojeni svijetlozelenom bojom koja je tokom vremena izblijedjela. Samo prozori u potkrovnim prostorijama, smješteni na zabatnim zidovima, imaju profilirane prozorske okvire. U dispoziciji kuće se očituje potpuna simetričnost po podužnoj osi. Glavni ulaz vodi u veliku prostoriju koja nije povezana sa ostatkom kuće, a nema ni izlaz na verandu. Preko sporednog ulaza se pristupa u dugi uski hodnik. S obje strane hodnika su smještene sobe, po tri na svakoj strani. Izlaz na verandu na jugoistočnoj fasadi je moguć samo iz hodnika koji je postavljen u obliku slova «L». Sanitarni čvor je smješten na sjeverozapadnoj fasadi, odmah uz ulaz u kuću. Kupatilo i WC su razdvojeni, a ulaz u WC je moguć i direktno sa trijema. U dijelu hodnika iz kojeg se izlazi na verandu je smješteno jednakokrako strmo stepenište koje vodi u potkrovlje. Na bočnim stranama kuće, u potkrovlju, se nalaze sobe.

## Spoljašnje veze
- Detalji o spomeniku